# Belgische militaire begraafplaats van Keiem

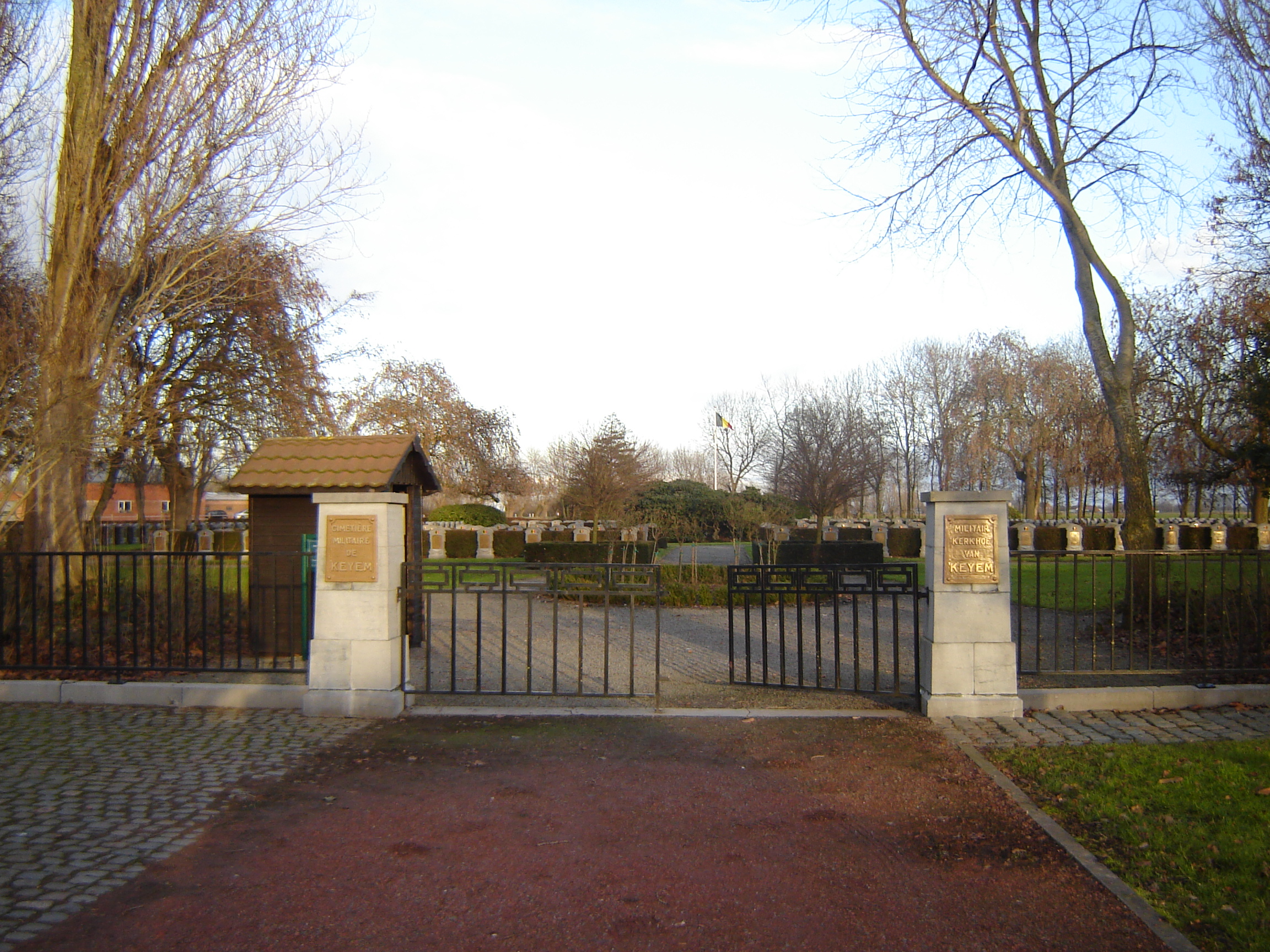
Belgische militaire begraafplaats van Keiem

De Belgische militaire begraafplaats van Keiem is een militaire begraafplaats met gesneuvelde Belgische soldaten uit de Eerste Wereldoorlog, gelegen in Keiem. De begraafplaats ligt aan de noordkant van het dorpscentrum langs de N369. Er liggen 628 gesneuvelden, meer dan de helft niet geïdentificeerd. De begraafplaats heeft een ruitvormig grondplan van ongeveer 75 meter op 75 meter en heeft vier grote perken rond het centrum. De toegang bevindt zich in de zuidwestelijke hoek.
In de oorlog lag Keiem aan het IJzerfront. De Duitsers veroverden bij een aanval op 18 oktober 1914 een aantal Belgische voorposten, waaronder Keiem. Bij een tegenaanval heroverden de Belgen Keiem, maar bij een nieuwe Duitse aanval op 19 oktober werd Keiem weer door de Duitsers veroverd. De Belgen trokken terug naar de IJzer, waarbij de Tervatebrug werd opgeblazen. Meer dan honderd gesneuvelden zijn van het 8ste en 13de Linieregiment. De begraafplaats werd na de oorlog aangelegd. Het Belgisch Ministerie van Landsverdediging verkreeg het terrein in februari 1924 en richtte er een verzamelbegraafplaats in, waar Belgische gesneuvelden uit de omgeving werden bijgezet. Op 12 juli 1925 werd de begraafplaats ingewijd. Er ligt ook een gesneuvelde uit de Tweede Wereldoorlog.
De begraafplaats staat sinds 28 juli 2008 op de lijst van beschermd erfgoed.

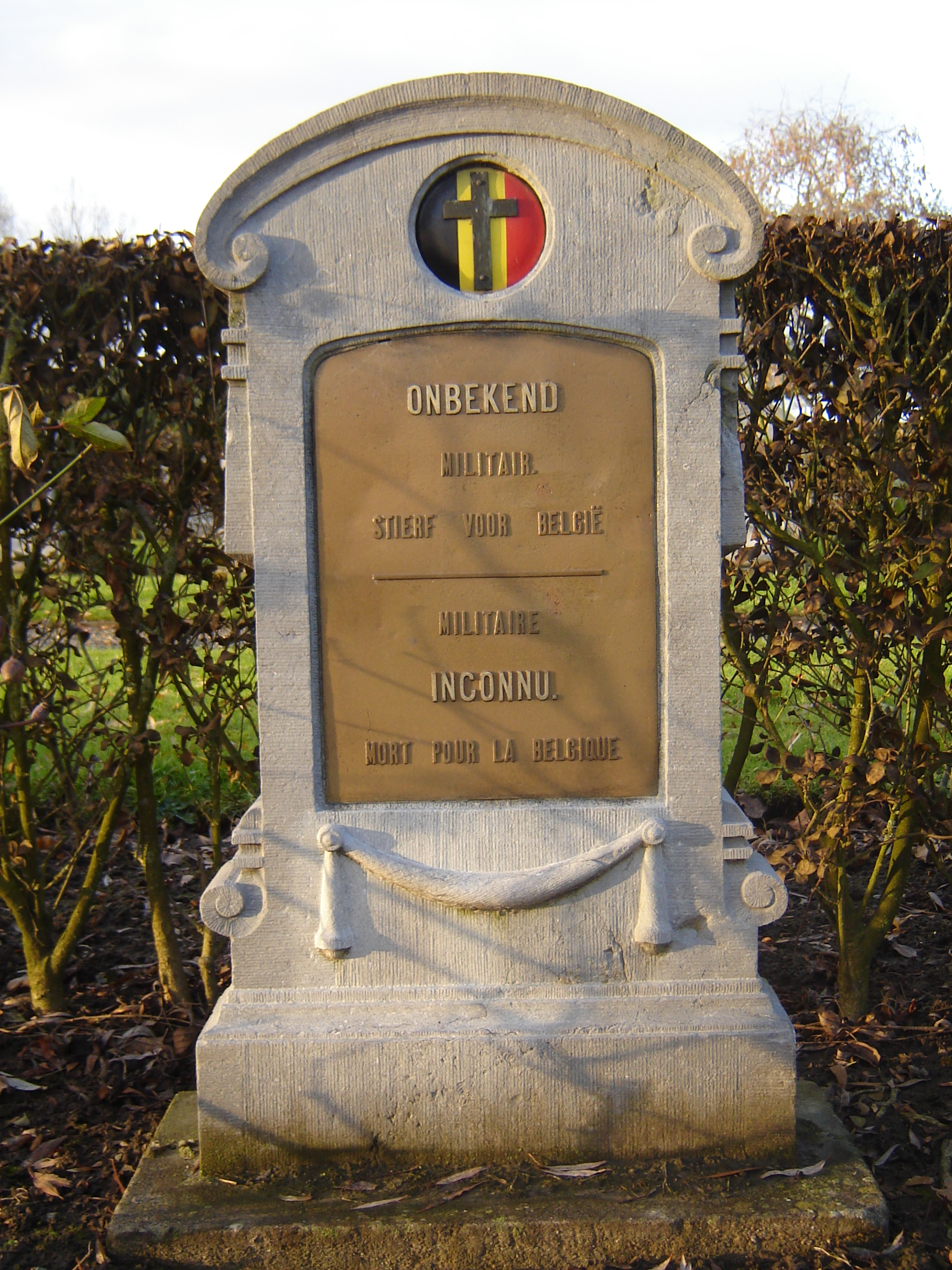
Onbekende soldaat
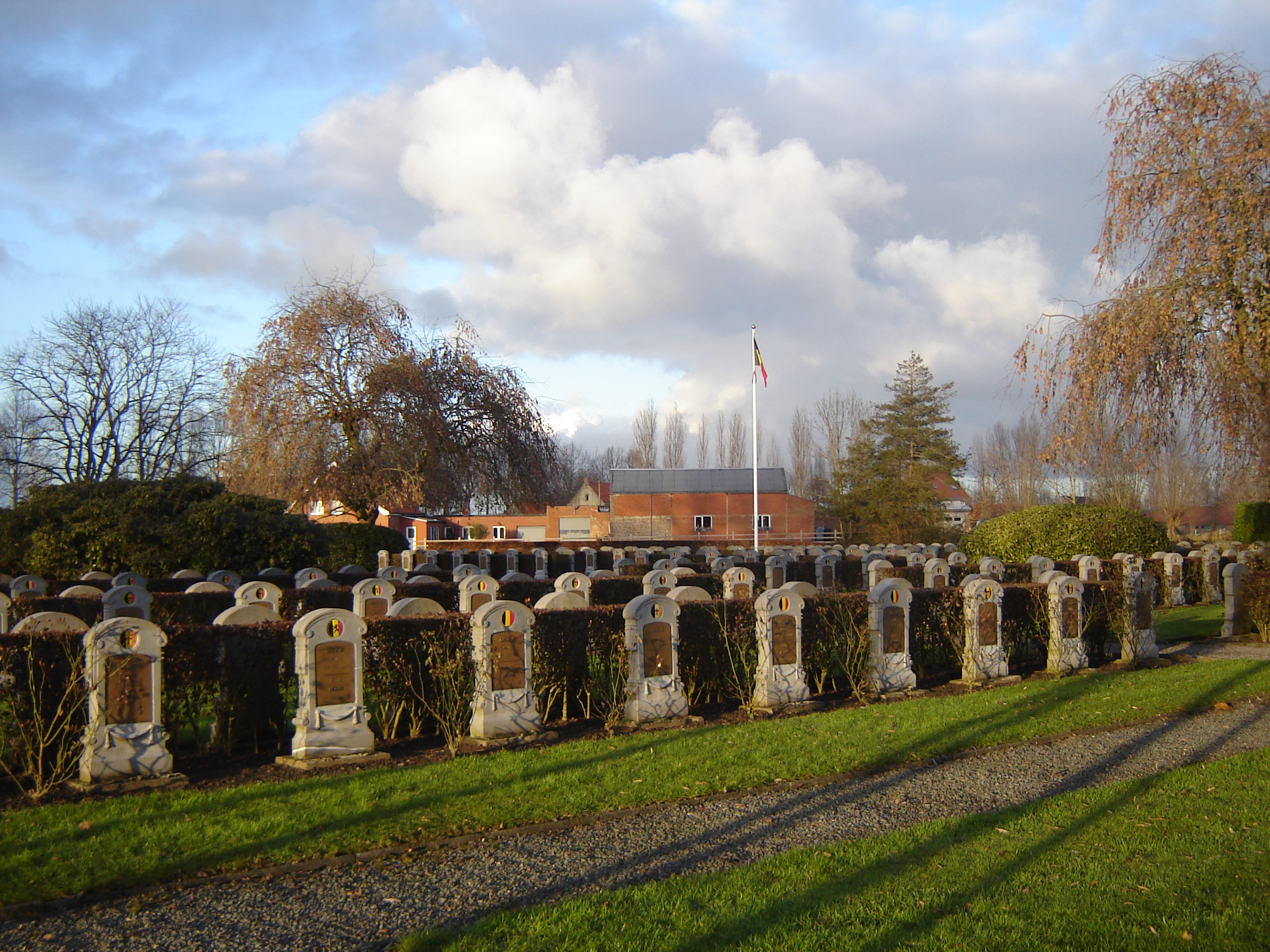
Begraafplaats